# Уилям Боинг
Уилям Боинг (на английски: William Edward Boeing; роден на 1 октомври 1881 г. в Детройт, починал на 28 септември 1956 г. в Сиатъл) e германско-американски авиационен конструктор и основател на самолетостроителната фирма „Боинг“.

## Биография
Роден е в семейството на германския минен инженер Вилхелм Бьоинг (1846 – 1890) и Мари Ортман. На възраст 22 години баща му заминава за Детройт, където се занимава с търговия с дървесина за строителството. Уилям Боинг учи в Йейлския университет, но не получава диплома. През 1903 г. отива в Сиатъл, където се занимава с бизнес за дървообработка като баща си.
През 1910 г. се увлича от авиостроене и взема участие в първата американска авиоизложба, проведена в Лос Анджелис. Първият му самолет е изработен от дърво, платно и тел, известен е също като „Боинг Модел 1“. Първият полет на тези самолети извършва самият Боинг през 1915 г.
За производството на своите самолети създава компания за производство, която през 1917 г. е преименувана на „Боинг“. Дълго време е президент на компанията, а след това става и председател на съвета на директорите.
По време на сухия режим в САЩ между другото произвежда високоскоростни лодки, които са оборудвани със самолетни мотори и са използвани за контрабанда на алкохол между Канада и САЩ. Започва да използва свои самолети за въздушна поща, като получава държавна концесия за пощенски полети със самолета „Боинг Модел 40“ от Сан Франциско до Чикаго.
През последните години от живота си се оттегля от работа и започва да развъжда коне. В края на живота си продава своя пакет от акции и се усамотява на собствената си яхта до бреговете на Канада, където умира на 28 септември 1956 г.
Женен е за Берта Боинг (1891 – 1977). Има 3 синове.

## Награди
През 1966 г. е включен в Залата на славата на националната авиация.